# Чемпионат мира по самбо 1994
XVIII Чемпионат мира по самбо 1994 года прошёл в городе Нови-Сад (Югославия) 7—9 октября. В соревнованиях приняли участие спортсмены из 20 стран: Азербайджана, Армении, Белоруссии, Болгарии, Грузии, Испании, Казахстана, Кыргызстана, Латвии, Литвы, Молдавии, Монголии, России, Румынии, США, Таджикистана, Туркменистана, Украины, Югославии, Японии.

## Медалисты
| Весовая категория | Золото                            | Серебро                       | Бронза                                                       |
| ----------------- | --------------------------------- | ----------------------------- | ------------------------------------------------------------ |
| до 48 кг          | Николай Цыпандин · Беларусь       | Намсрай Баатарболд · Монголия | Галымжан Сапаргалиев · Казахстан Рагим Мамедов · Азербайджан |
| до 52 кг          | Джейхун Мамедов · Азербайджан     | Ерванд Григорян · Армения     | Цогтгерел Очирбат · Монголия Виктор Тихонов · Кыргызстан     |
| до 57 кг          | Ярослав Клейман · Россия          | Овик Манукян · Армения        | Николай Афанасьев · Украина Д. Джилгелдиев · Казахстан       |
| до 62 кг          | Ашот Маркарьян · Россия           | Мамука Курдгелашвили · Грузия | Ганхуягийн Уурцолмон · Монголия З. Шаймарданов · Казахстан   |
| до 68 кг          | Валерий Данилов · Беларусь        | Арчил Чохели · Грузия         | Салкен Жартыбаев · Казахстан Гагик Казарян · Армения         |
| до 74 кг          | Дашцэвэгийн Пурэвсурэн · Монголия | Александр Куспиш · Украина    | Джондо Музашвили · Грузия Шахмураз Гасымов · Азербайджан     |
| до 82 кг          | Игорь Куринной · Россия           | Ерванд Мартиросян · Украина   | Руслан Сейлханов · Казахстан Виктор Флореску · Молдова       |
| до 90 кг          | Сергей Лоповок · Россия           | Сергей Злобин · Украина       | Вано Гамхиташвили · Грузия Сергей Вороник · Беларусь         |
| до 100 кг         | Ростислав Борисенко · Украина     | Александр Дунаев · Россия     | Ричардас Роцявичюс · Литва Иосиф Ахалбедашвили · Грузия      |
| свыше 100 кг      | Мурат Хасанов · Россия            | Владимир Емельянов · Беларусь | Олег Грицышин · Украина Альгимантас Грибаускас · Литва       |

## Общий медальный зачёт
| Место | Страна    | Золото | Серебро | Бронза | Всего |
| ----- | --------- | ------ | ------- | ------ | ----- |
| 1     | Россия    | 5      | 1       | 0      | 6     |
| 2     | Украина   | 1      | 3       | 2      | 6     |
| 3     | Беларусь  | 2      | 1       | 1      | 4     |
| 4     | Монголия  | 1      | 1       | 2      | 4     |
| 5     | Грузия    | 0      | 2       | 3      | 2     |
| 6     | Казахстан | 0      | 0       | 5      | 2     |